# Castelleone di Suasa
Castelleone di Suasa ist eine italienische Gemeinde (comune) mit 1550 Einwohnern (Stand 31. Dezember 2023) in der Provinz Ancona in den Marken. Die Gemeinde liegt etwa 43 Kilometer westlich von Ancona am Cesano und grenzt unmittelbar an die Provinz Pesaro und Urbino.

## Geschichte

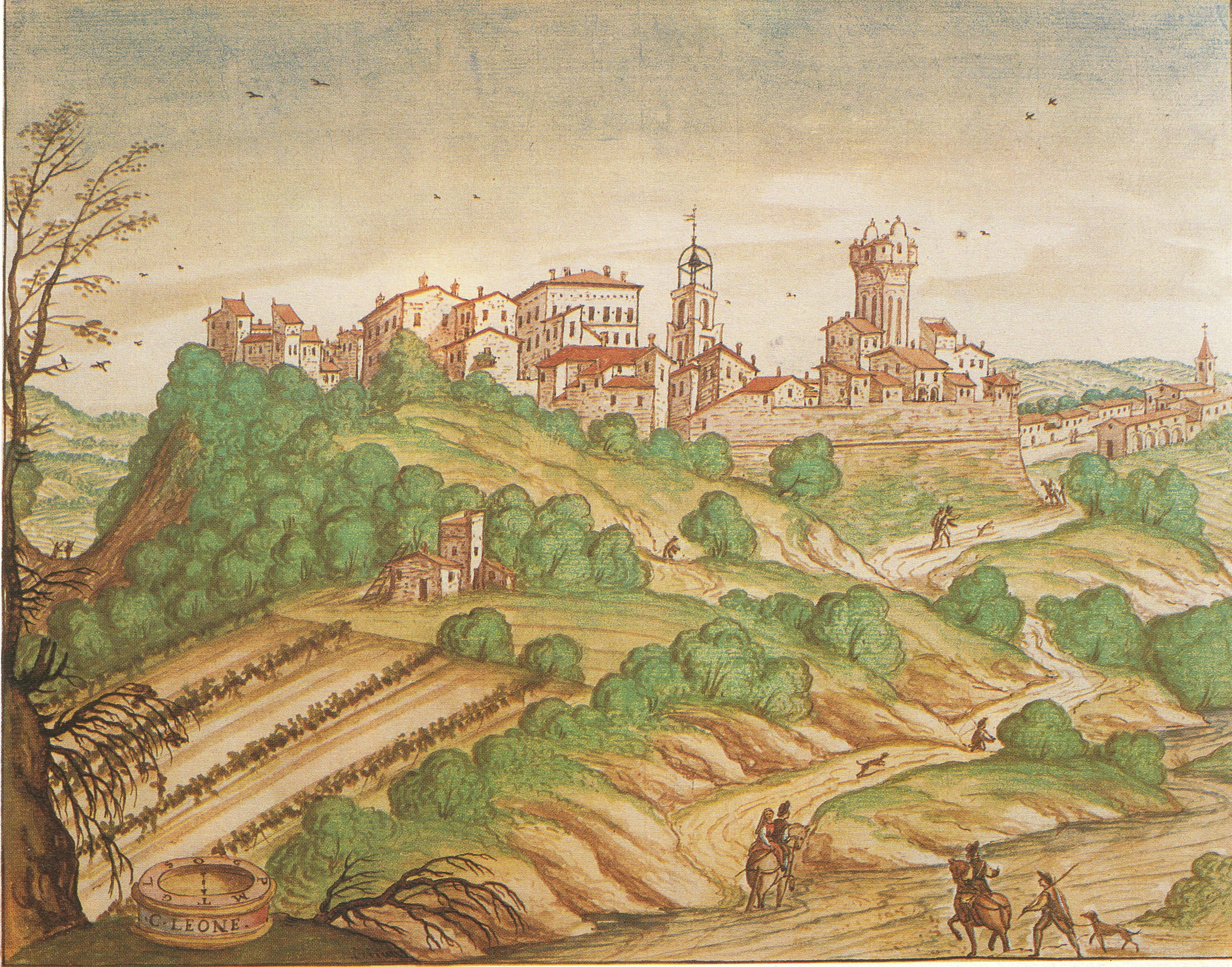
Historisches Bild von Castelleone di Suasa

Im Gemeindegebiet lag die antike römische Stadt Suasa. Auf einem kleinen Hügelareal gelegen umfasste das Gebiet etwa 0,1 Quadratkilometer und wurde im dritten vorchristlichen Jahrhundert mit der Schlacht von Sentinum Teil des römischen Einflussgebiets. Auf dem Ager Gallicus genoss diese römische Siedlung ab dem 1. Jahrhundert vor Christus Einfluss und Macht. Mit dem Einfall der Goten 409 nach Christus verliert sich die Stadt in der Geschichte. Erst die Burganlage aus dem Hochmittelalter deutet eine Neubesiedlung an. 

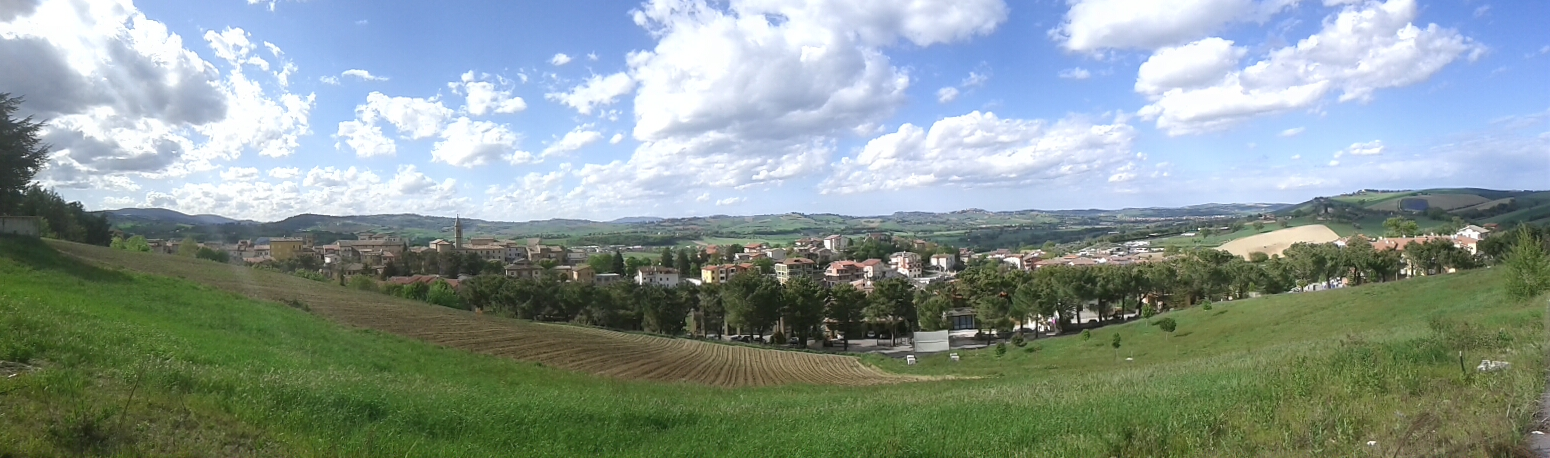
Blick auf Castelleone di Susa